# Ezio Giorgetti
Ezio Giorgetti (1912 – 1970) e 
Osman Carugno (1903 – 1975) sono stati due cittadini italiani di Bellaria (Rimini), i cui nomi sono iscritti nell’Albo dei Giusti tra le nazioni per la loro opera a favore degli ebrei durante l’Olocausto.

## La storia
L'11 settembre 1943, all'indomani dell'occupazione tedesca, un gruppo di famiglie ebree, che provenienti dai Balcani nel corso degli anni precedenti avevano trovato rifugio in Italia, giunge a Bellaria (Rimini) nel tentativo di raggiungere il Sud Italia già occupato dagli Alleati. A Bellaria il gruppo entra in contatto con Ezio Giorgetti, proprietario di una pensione, l'Hotel Savoia. Quella che all'inizio fu una decisione presa per motivi puramente economici, al fine di allungare la stagione lavorativa ormai agli sgoccioli, si trasforma ben presto in una rischiosa missione di solidarietà. Giorgetti, con l'attiva complicità del maresciallo dei carabinieri Osman Carugno, capo della polizia locale, ospita il gruppo e provvede alle loro necessità. Anche quando il gruppo è costretto ad evacuare, Giorgetti e Carugno si prendono cura della loro sistemazione, dapprima in altre strutture alberghiere e quindi in una fattoria nel villaggio di Madonna di Pugliano. Giorgetti, che ha numerosi contatti con i circoli antifascisti della regione, e Carugno continuano a provvedere a tutte le necessità del gruppo e ottengono per loro tessere annonarie e documenti d'identità falsi. Quando la situazione si fa più critica nella zona con il passaggio del fronte e la massiccia presenza di truppe naziste, i profughi sono dispersi in piccoli gruppi tra le famiglie di Pugliano Vecchio, comune di Montecopiolo, dove rimarranno incolumi fino alla Liberazione.
Il gruppo di ebrei salvati grazie al coraggio di Ezio Giorgetti e Osman Carugno era composto di 30 persone (in massima parte donne, vecchi e bambini), cui vanno aggiunte altre 8 persone che si aggregarono al gruppo per breve periodo.
Il 14 dicembre 1956, Giorgetti ricevette dalla comunità ebraica di Roma un attestato di benemerenza per quanto aveva fatto. Il 17 giugno 1964 ebbe quindi l'onore di essere iscritto all'Albo dei giusti tra le nazioni a Yad Vashem. Analogo riconoscimento fu conferito nel 1986 alla memoria a Osman Carugno.
Nel 2002 una targa in memoria di Ezio Giorgetti è stata collocata dal Comune di Bellaria-Igea Marina in una piazzetta a lui dedicata presso il Parco del Gelso.